# Zeitgeist (informatica)
Zeitgeist è un software libero che in background registra le attività degli utenti in un computer, dai file aperti ai siti visitati e alle conversazioni in chat: queste informazioni diventano disponibili per altre applicazioni per essere ricercate in ordine temporale, geografico e per generare delle statistiche. È capace di stabilire relazioni tra i vari dati basandosi sulla similarità e su determinati pattern applicando algoritmi di associazione dati come "WINEPI" e "Apriori".
Utilizzando algoritmi di apprendimento automatico, Zeitgeist può stabilire relazioni tra gli elementi in base alla somiglianza e ai modelli di utilizzo.
È possibile estrarre i dati registrati dal servizio Zeitgeist via D-Bus.
Zeitgeist ha la sua implementazione grafica di riferimento GNOME Activity Journal ed è usato anche dalla shell grafica Unity.

## Applicazioni
Tra le altre applicazioni che usano i dati semantici o semplicemente per elencare i file utilizzati più spesso ci sono:
- Docky
- Avant Window Navigator
- Synapse